# Eugeniusz Rudnik
Eugeniusz Rudnik (* 28. Oktober 1932 in Nadkole am Liwiec; † 24. Oktober 2016) war ein polnischer experimenteller Komponist, Vertreter der Akusmatik und Tontechniker.

## Leben und Werk
1967 schloss Rudnik ein Studium an der Fakultät für Elektronik der Technischen Universität Warschau ab. Bereits seit 1955 arbeitete er beim Polskie Radio. Zunächst koordinierte er die Arbeiten von Handwerkern, ab 1957 wurde er Techniker im neu gegründeten experimentellen Studio Studio Eksperymentalne Polskiego Radia. Musikalische Erfahrungen machte der Autodidakt Eugeniusz Rudnik im Studio für Elektronische Musik des Westdeutschen Rundfunks in Köln, wo er mit Włodzimierz Kotoński, Karlheinz Stockhausen und Petr Kotík zusammenarbeitete. Später lernte er Franco Evangelisti, Arne Nordheim, François-Bernard Mâche, Kåre Kolberg und Bohdan Mazurek kennen.
Rudnik erschuf das Genre der dokumentarischen Radioballade. Peregrynacje Pana Podchorążego albo nadwiślańskie żarna/Die Wandlung des Herrn Fähnrich oder die Mühlsteine an der Weichsel von 1999 wurde 2002 als Hörspiel des Monats Januar ausgezeichnet. Eugeniusz Rudnik benutzt keinen Computer und arbeitet mit Tonband und Schere, zeichnet Töne auf, schneidet und montiert manuell. Eugeniusz Rudnik ist ein Pionier der elektroakustischen Musik Polens.
Die Komposition Homo Ludens wurde 1987 auf der documenta 8 in Kassel präsentiert. Seine Werke wurden von zahlreichen Radiostationen und auf Festivals gespielt: Warschauer Herbst, Musica Polonica Nova in Wrocław, ISCM World Music Days in Finnland, Muzički Biennale Zagreb, Fylkingen in Stockholm, Berliner Festspiele, Festival d'automne à Paris, Phonurgia Nova in Arles und viele andere.

## Auszeichnungen (Auswahl)
- 2012 The Man with the Golden Ear Award, Soundedit Festival, Łódź